# Mike Wilks
Michael Sharod Wilks, Jr. (Milwaukee, Wisconsin, 7. svibnja 1979.) američki je profesionalni košarkaš. Igra na poziciji razigravača, a trenutačno je član slobodan igrač. Prijavio se na NBA draft 2002., ali nije bio izabran od strane nijedne momčadi

## Sveučilište
Nakon završetka srednje škole Rufus King High School, Wilks se odlučio na pohađanje sveučilišta Rice. Na četvrtoj godini sveučilišta prosječno je postizao 20,1 poena, 4,9 skokova i 3 asistencije. Time si je priskrbio nagradu "WAC" za najboljeg igrača Zapadne konferencije.

## NBA karijera
Svoju profesionalnu karijeru započeo je kao slobodan igrač jer je bio nedraftiran. Od tada je igrao za Atlanta Hawkse, Minnesota Timberwolvese, Houston Rocketse, Cleveland Cavalierse, San Antonio Spurse, Seattle SuperSonicse, Denver Nuggetse i Washington Wizardse. Nakon što je otpušten od strane Nuggetsa u kolovozu 2007. godine, Chucky Atkins se ozljedio te su ga Nuggetsi nakon četiri dana ponovno potpisali. Samo mjesec dana kasnije ponovno je otpušten te je u studenom 2007. potpisao s Washington Wizardsima. 29. veljače 2008. Wilks je potpisao desetodnevni ugovor sa Seattle SuperSonicsima, ali nakon isteka ugovora nije mu ponuđeno produženje. 30. rujna 2008. potpisao je za Orlando Magice s kojima je proveo samo nekoliko mjeseci prije zamjene u Memphis Grizzliese.

## NBA statistika

### Regularni dio
| Godina    | Klub        | Odig. uta. | Uta. poč. | Min. | 2P%  | 3P%  | Sl. bac.% | Skok. | Asist. | Ukr. lop. | Blok. | Poena |
| --------- | ----------- | ---------- | --------- | ---- | ---- | ---- | --------- | ----- | ------ | --------- | ----- | ----- |
| 2002./03. | Atlanta     | 15         | 7         | 24.3 | .358 | .353 | .724      | 2.7   | 2.8    | 1.1       | .1    | 5.7   |
| 2002./03. | Minnesota   | 31         | 0         | 10.5 | .313 | .222 | .889      | 1.0   | 1.6    | .3        | .1    | 2.0   |
| 2003./04. | Houston     | 26         | 0         | 5.6  | .472 | .600 | .833      | .6    | .7     | .1        | .0    | 1.9   |
| 2004./05. | San Antonio | 48         | 0         | 5.8  | .416 | .313 | .750      | .5    | .7     | .3        | .0    | 1.7   |
| 2005./06. | Cleveland   | 37         | 0         | 6.6  | .288 | .143 | .500      | .7    | .5     | .2        | .0    | 1.1   |
| 2005./06. | Seattle     | 10         | 0         | 10.5 | .387 | .200 | .655      | 1.2   | 1.4    | .6        | .0    | 4.4   |
| 2006./07. | Seattle     | 47         | 4         | 11.4 | .468 | .333 | .786      | 1.1   | 1.7    | .3        | .1    | 3.6   |
| 2007./08. | Denver      | 8          | 0         | 15.3 | .435 | .400 | 1.000     | 1.5   | .8     | .6        | .0    | 3.0   |
| 2007./08. | Washington  | 4          | 0         | 11.0 | .500 | .500 | .000      | 1.5   | .8     | .8        | .0    | 1.3   |
| 2007./08. | Seattle     | 3          | 0         | 7.3  | .556 | .000 | 1.000     | .3    | 1.7    | .3        | .0    | 4.0   |
| Ukupno    |             | 229        | 11        | 9.5  | .400 | .311 | .747      | 1.0   | 1.2    | .4        | .0    | 2.5   |

### Doigravanje
| Godina    | Klub      | Odig. uta. | Uta. poč. | Min. | 2P%  | 3P%   | Sl. bac.% | Skok. | Asist. | Ukr. lop. | Blok. | Poena |
| --------- | --------- | ---------- | --------- | ---- | ---- | ----- | --------- | ----- | ------ | --------- | ----- | ----- |
| 2002./03. | Minnesota | 4          | 0         | 1.8  | .500 | 1.000 | .000      | .0    | .0     | .0        | .0    | .8    |
| 2003./04. | Houston   | 2          | 0         | 2.5  | .000 | .000  | .000      | .0    | .5     | .0        | .0    | .0    |
| Ukupno    |           | 6          | 0         | 2.0  | .500 | 1.000 | .000      | .0    | .2     | .0        | .0    | .5    |

## Vanjske poveznice
- Profil na NBA.com
- Profil na Basketball-Reference.com